# Денес (художествена група)
„Денес“ е художествена група, създадена в 1950-те години в Народна република Македония.
Групата обединява млади творци от различни области на изкуството - художниците Любомир Белогаски, Борко Лазески, Димче Протугер, Димитър Кондовски, Йордан Грабуловски, Ристо Лозаноски, Давид Бафети и архитектите Славко Брезовски, Янко Константинов и Ристо Шекерински.
Стреми се към интeграция на изобразителното изкуство, архитектурата и скулптурата, към утвърждаване на националното във всички сфери на творечеството. Първата изложба на „Денес“ е в 1953 година.